# La Dormeuse de Naples
La Dormeuse de Naples est un tableau peint par Jean-Auguste-Dominique Ingres en 1809 et ayant appartenu au roi de Naples Joachim Murat. Conçu en 1807, alors qu'Ingres est pensionnaire de l'Académie de France, il est destiné à faire partie des envois réglementaires de Rome. Réalisé quelques années avant La Grande Odalisque, commandée en 1814 par la reine Caroline Murat, il forme son pendant, les deux tableaux ayant les mêmes dimensions. La Dormeuse de Naples a disparu en 1815 après le pillage du palais du roi de Naples et n'est connu que par des études préparatoires, un dessin fait de mémoire par Ingres et une photo ancienne d'une étude peinte, donnant une idée de l'œuvre d'origine. Le mystère de sa disparition a alimenté plusieurs hypothèses pour tenter de le localiser, et a inspiré en 2004 le roman La Dormeuse de Naples à Adrien Goetz. La posture du nu a été reprise par Ingres pour deux œuvres ultérieures, L'Odalisque à l'esclave de 1839, et Jupiter et Antiope de 1851.

## Historique
Intitulé à l'origine Donna nuda che dorme (« femme nue qui dort »), le tableau est conçu en 1807 pour faire partie des envois de l'artiste pensionnaire de l'Académie de France à Rome. Achevé après le 28 octobre 1809, il est exposé au Capitole sous le numéro 58. Acheté cette année-là par Joachim Murat, alors roi de Naples, pour cinquante louis, et accroché dans les petits appartements du palais royal, il disparaît après la chute de Murat et le pillage de son palais. En 1832 Ingres fait une requête par courrier, auprès de Caroline Murat, afin de récupérer la toile pour l'exposer au Salon de 1833, mais sans succès.

## Description
Dans la lettre adressée en 1832 à Caroline Murat, Ingres donnait une description du tableau, accompagnée au dos d'un croquis rapide fait de mémoire, la feuille est depuis conservée à la bibliothèque nationale de France. Ingres précise que la toile représentait une femme nue en grandeur naturelle, allongée sur un lit de repos à rideaux cramoisis, la tête s'appuyant sur le bras gauche qui repose sur un coussin, le bras droit replié par-dessus la tête.

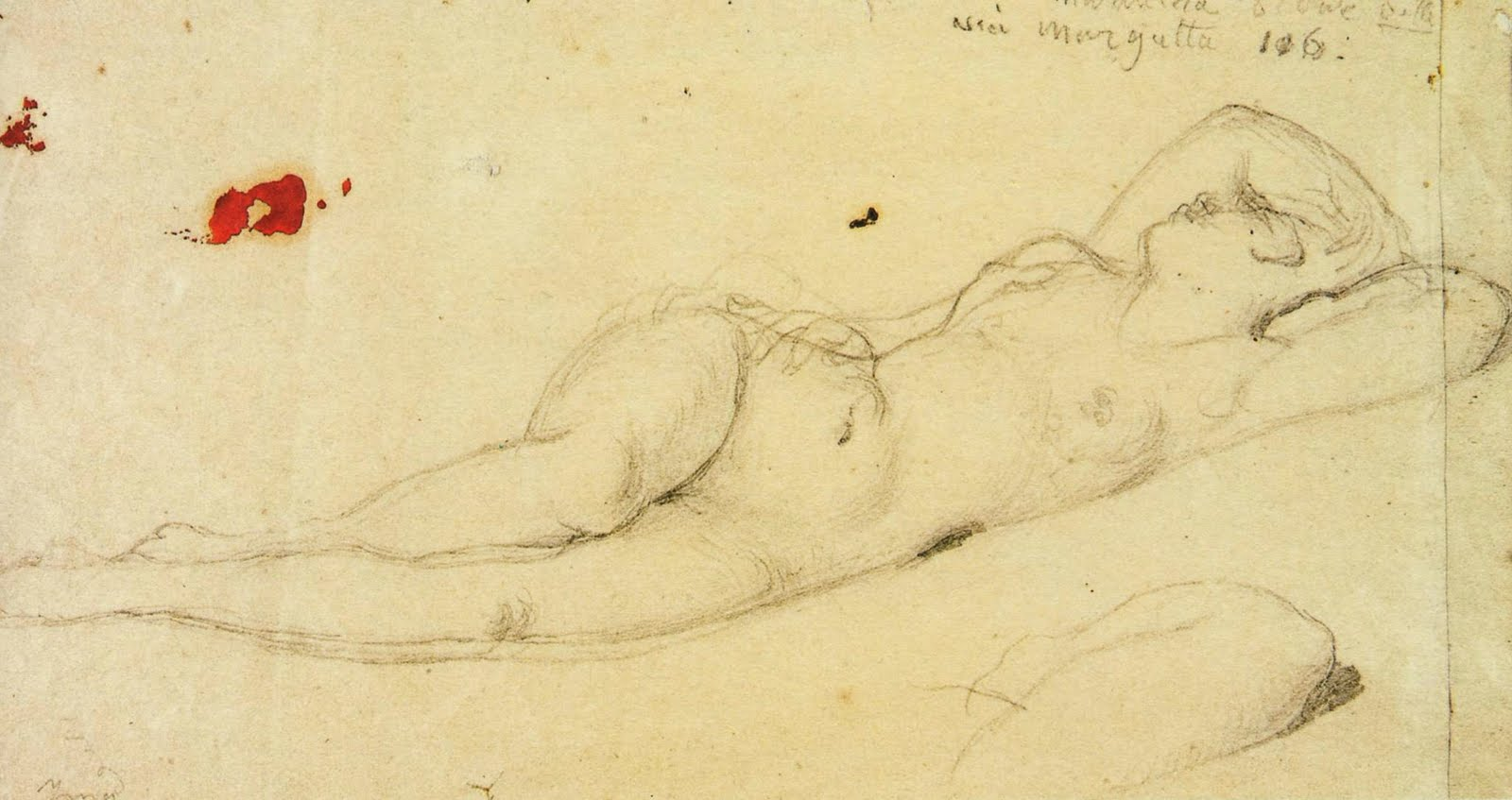
Ingres, étude pour La Dormeuse de Naples datée de 1808 (musée Ingres, Montauban)[4].
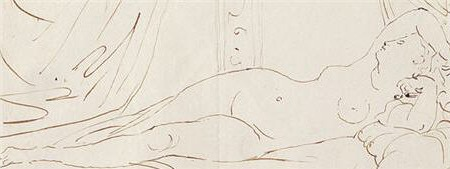
Ingres, dessin de mémoire représentant La Dormeuse de Naples figurant au verso d'une lettre adressée à Caroline Murat en 1832 (Bibliothèque nationale, département des manuscrits).
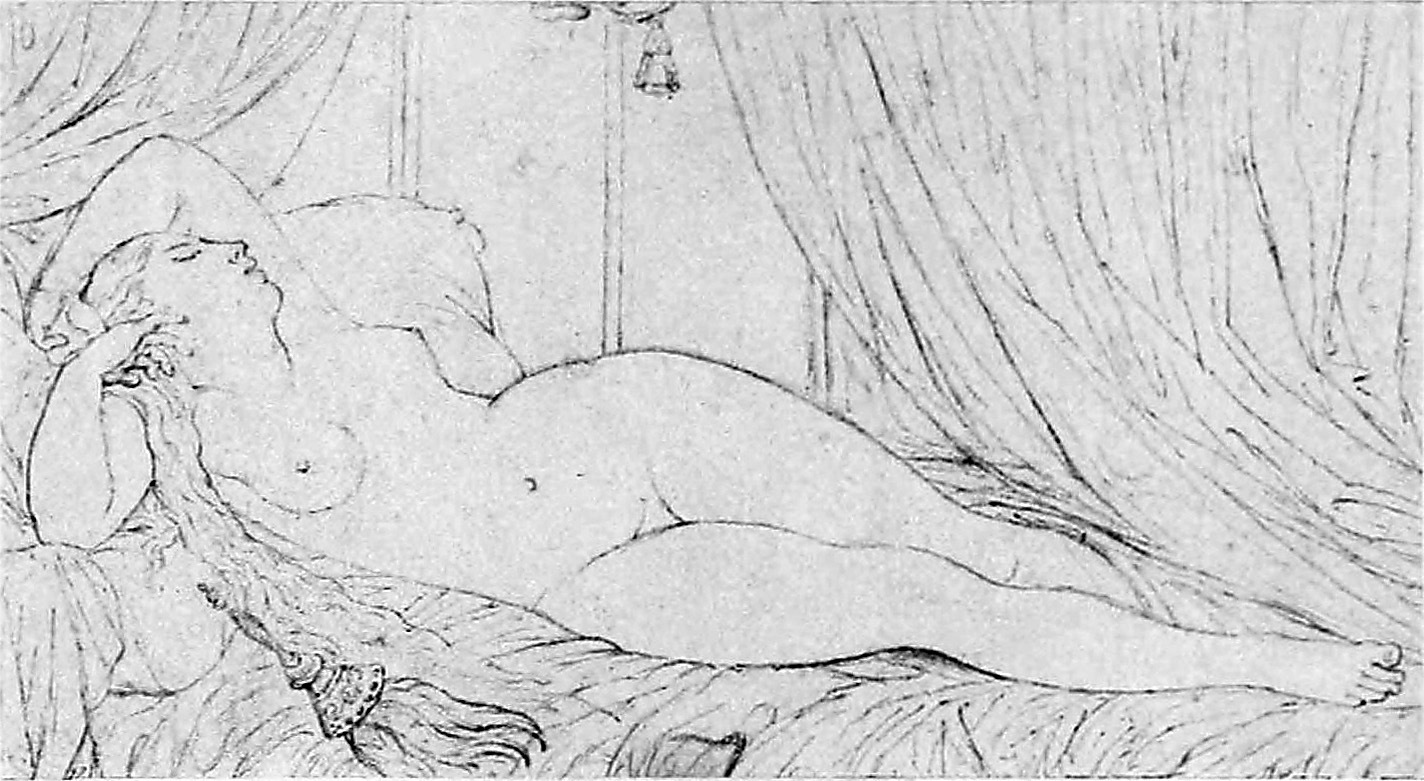
Ingres, Femme nue couchée non daté Louvre fonds des dessins et miniatures (RF 1095)[5].

## Sources d'inspiration
Comme dans plusieurs des œuvres de sa période néo-classique (Napoléon Ier sur le trône impérial, Jupiter et Thétis, Romulus, vainqueur d'Acron), Ingres s'inspire à la fois de la statuaire antique, et de la peinture de la Renaissance. Le modèle fondamental de sa dormeuse, comme pour la plupart des représentations de nus couchés de la peinture classique, est emprunté à la posture de la statue antique d'Ariane endormie du musée du Vatican. De la peinture de la Renaissance, Ingres puisa ses sources dans la Vénus endormie de Giorgione qu'il avait pu connaitre par sa diffusion en gravure, et dans deux œuvres du Titien, Jupiter et Antiope connue aussi sous le titre de Vénus du Pardo dont la posture et le modelé sont les inspirations les plus proches de son tableau, et la Vénus d'Urbin qu'il avait étudié au musée des Offices, et dont il fit une copie en 1822.

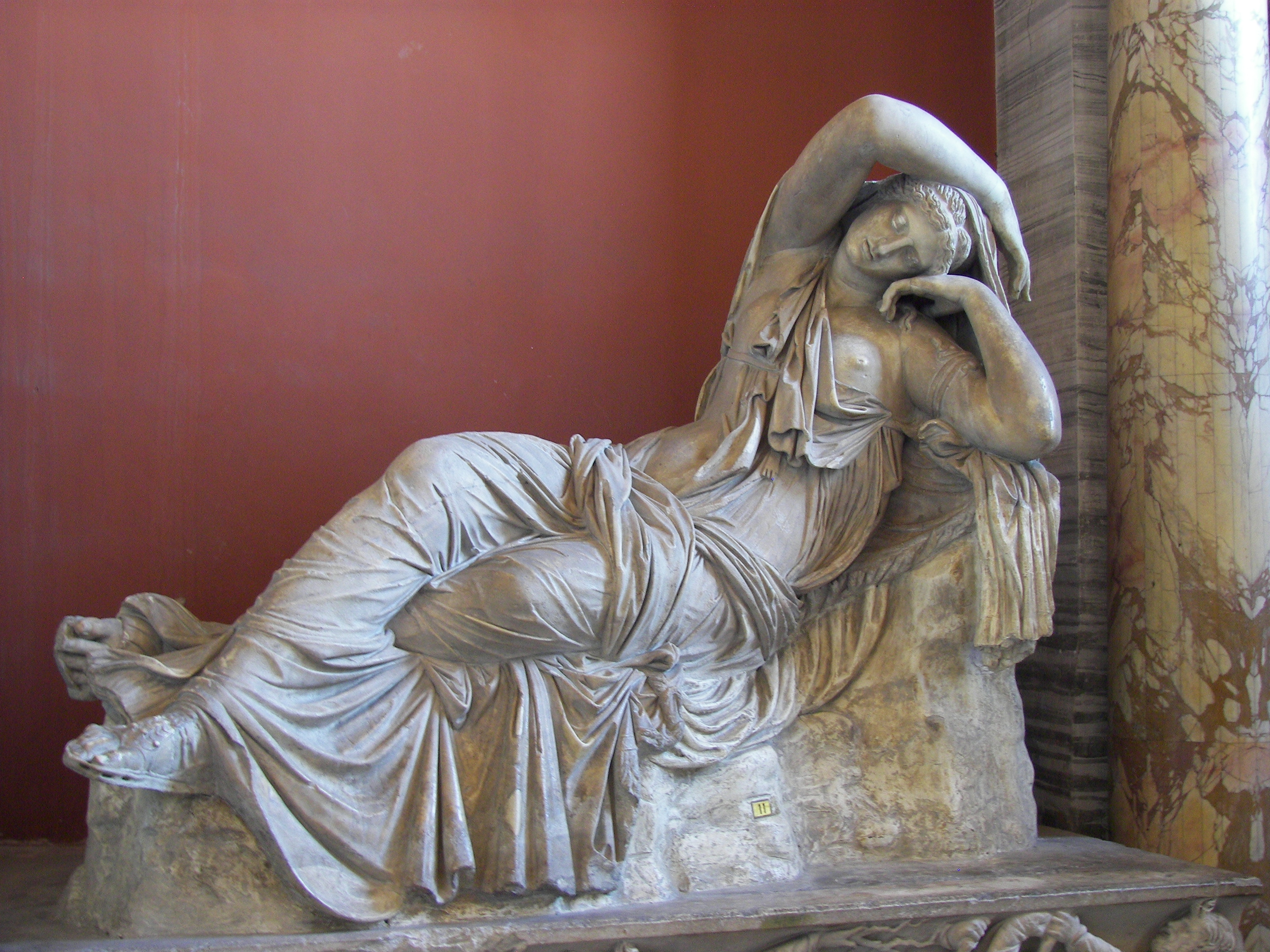
Ariane Endormie, copie romaine d'une sculpture hellénistique, musée du Vatican.
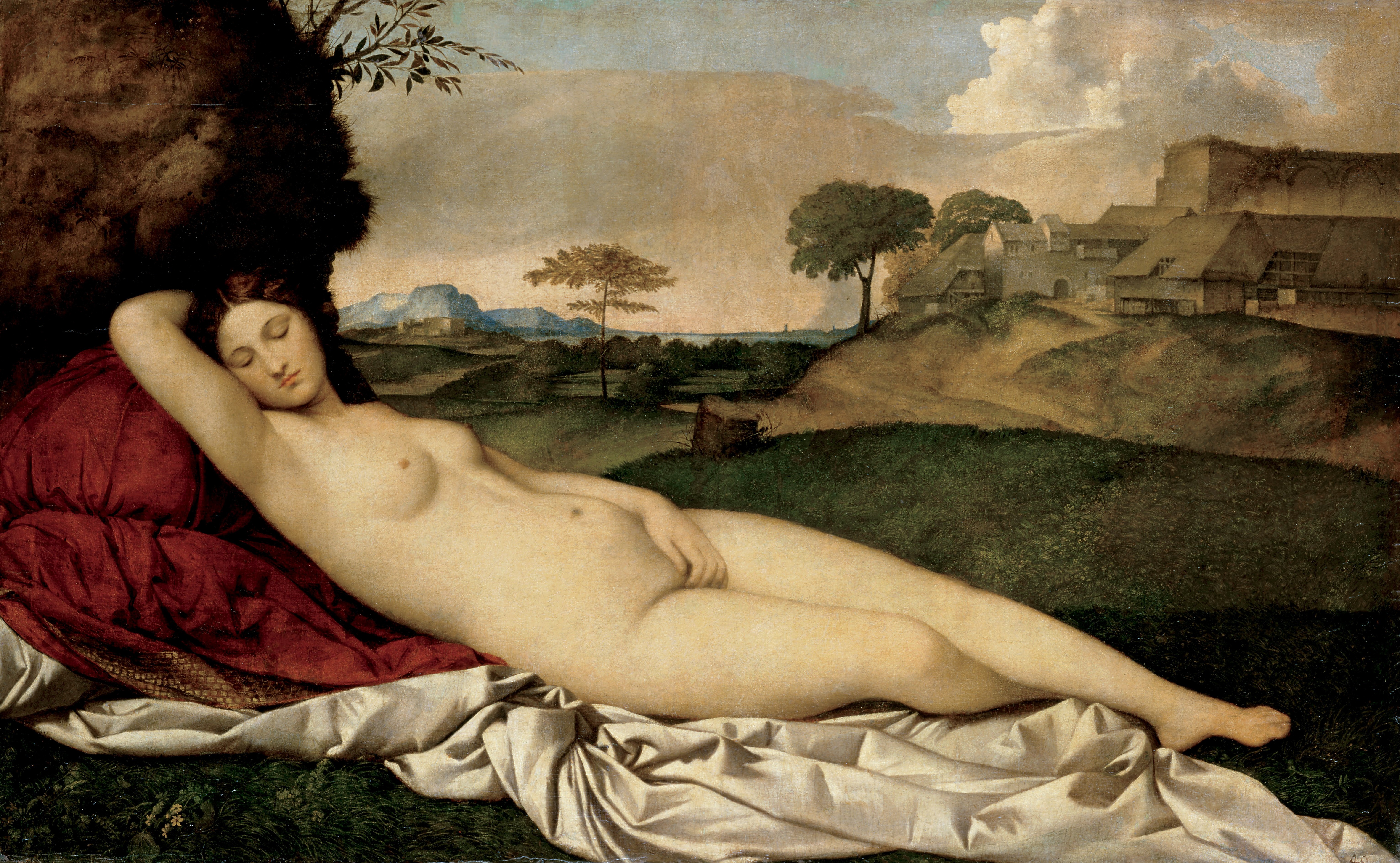
Giorgione, Vénus endormie, Gemäldegalerie Alte Meister.
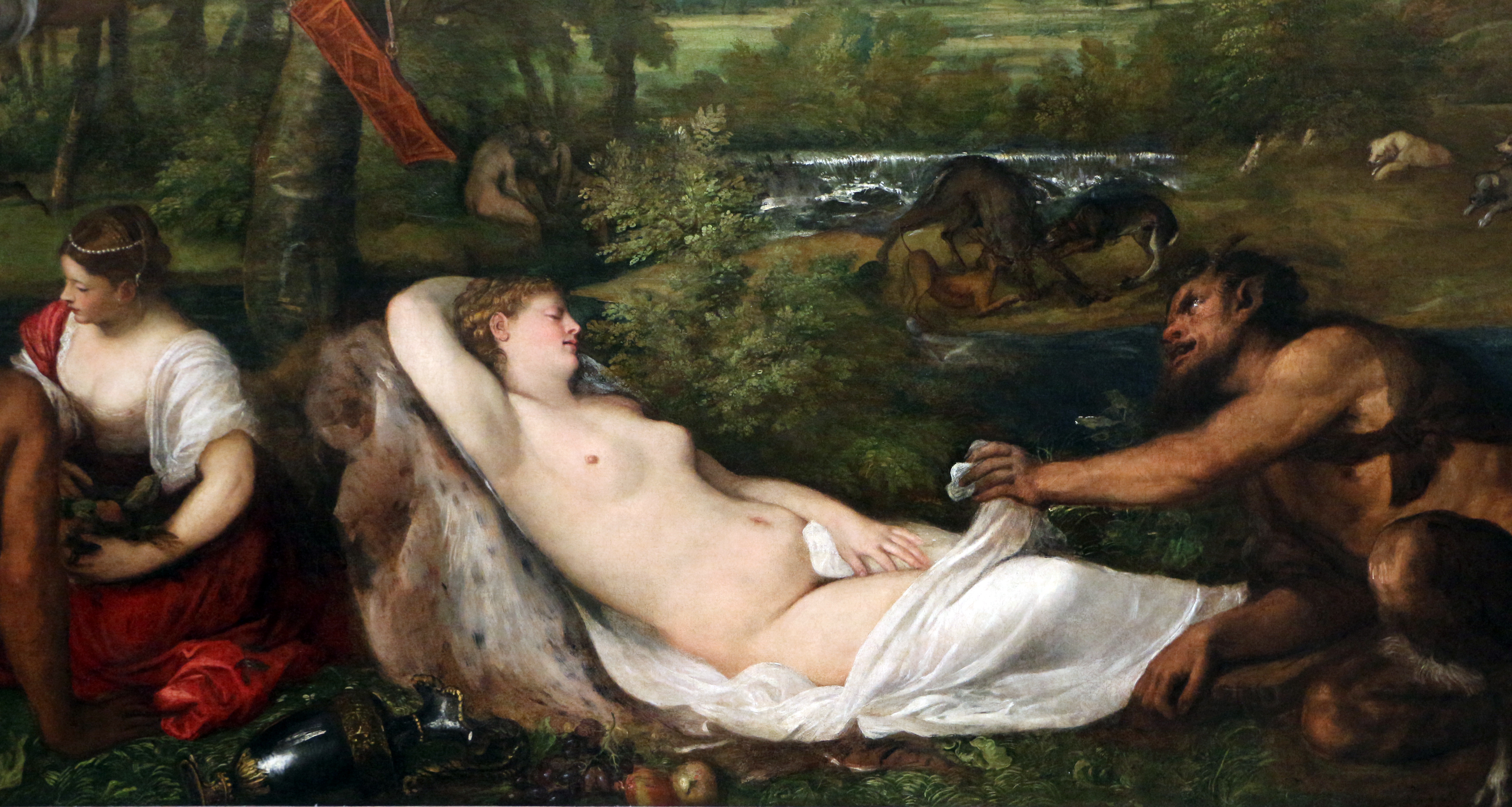
Titien, détail de Jupiter et Antiope ou la Vénus du Pardo, musée du Louvre.
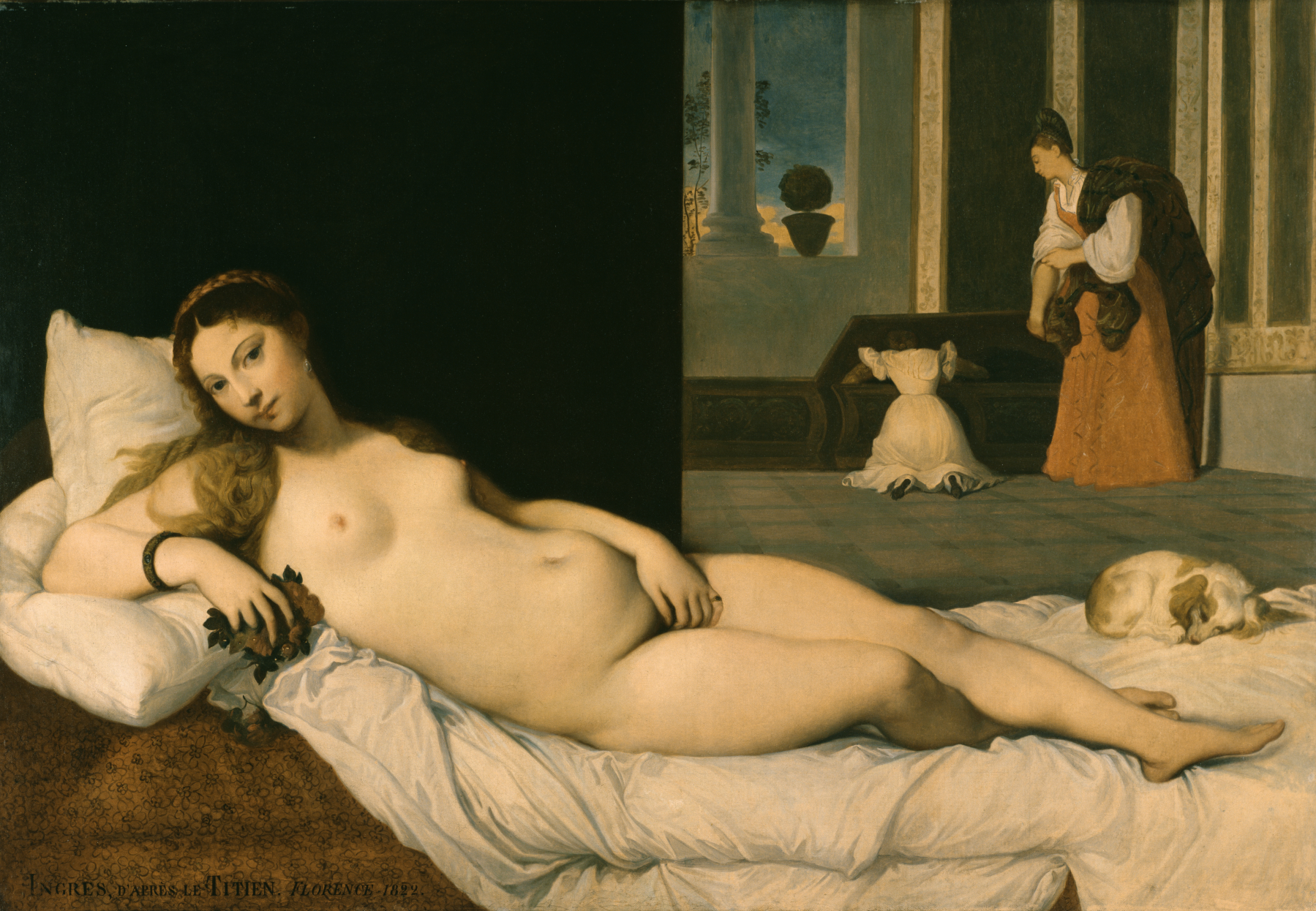
Ingres, copie de la Vénus d'Urbin du Titien, 1822, Walters Art Museum.